# Malatimadhava
Malatimadhava är ett drama av den indiske skalden Bhavabhuti av den art, som benämns prakarana (borgerligt skådespel), behandlande Malatis och Madhavas kärlekshistoria (händelsen spelar i Ujjayini strax före eller vid författarens egen tid).
Stycket har kallats indiernas "Romeo och Julia", fastän med lyckligt slut.